# Nicolas Lopez (Fechter)
Nicolas Lopez (* 14. November 1980 in Tarbes) ist ein französischer Säbelfechter, Olympiasieger und Weltmeister.

## Erfolge
Nicolas Lopez gewann 1999 die Juniorenweltmeisterschaften in Keszthely mit der französischen Säbel-Mannschaft.
2001 errang er bei der Europameisterschaft in Koblenz Silber mit der Mannschaft.
2005 holte er seine erste internationale Medaille im Einzel, Bronze bei der Europameisterschaft in Zalaegerszeg, bei den Weltmeisterschaften in Leipzig gewann er Bronze mit der Mannschaft.
2006 wurde er in Turin Mannschaftsweltmeister zusammen mit Julien Pillet, Boris Sanson und Vincent Anstett.
2007 holte er mit der Mannschaft bei den Weltmeisterschaften in St. Petersburg Silber und bei der Europameisterschaft in Gent Bronze.
Bei den Olympischen Spielen 2008 in Peking gewann Lopez Gold mit der gleichen Mannschaft wie bei der WM 2006 und erfocht Silber im Einzel, nur besiegt durch den Chinesen Zhong Man.
2009 erfocht er mit der Mannschaft bei der Europameisterschaft in Plowdiw Bronze.